# 恋*音
『恋*音』（こいおと）は、宇佐美真紀による日本の漫画作品。ベツコミ（小学館）にて、連載された。単行本は全5巻。

## あらすじ
あたしは まだ 知らない
恋をしたら
あたしの胸は どんな音が するんだろう――
三森苺は、夏休みで香山のおばあちゃんのうちに来ていた。そこで出会った男の子、羽原光輝に惹かれていく。「またね」といって別れた苺と光輝だったが、次に会ったときには、光輝は苺の事を忘れていて…。

## 登場人物
三森 苺（みもり いちご）
高校生。真っ直ぐで、純粋な女の子。光輝に忘れられてもめげずに話しかける。ヘアスタイルは、おだんごにしている事が多いので、大河には「ダンゴ」と呼ばれている。
羽原 光輝（はばら こうき）
高校生。とてもモテる。不思議な男の子。大河と並ぶと、女が集まる。過去に実の母親に殺されかけたという秘密を抱えている。高校入学当初、苺の事を忘れたふりをしていたが、根は優しい。
本郷 大河（ほんごう たいが）
高校生。容姿端麗で成績優秀（入試トップ）なので、光輝同様モテるが、女には冷たい。ある理由で、光輝と一緒に住んでいる。光輝の兄弟兼保護者をやっている。光輝の事になると過保護。
村瀬 梨乃（むらせ りの）
苺の親友。苺と光輝の事を応援してくれている。

## 小説
- 恋*音　Second Season　〜ストロベリー・ジンクス〜　橋口いくよ著・宇佐美真紀監修

### あらすじ
すぐそばにあった、光輝くんの手が遠く離れちゃうことになるなんて……。
あの時の私には、わからなかった。
高校卒業後、東京と香山で、遠距離恋愛になった光輝と苺に、様々な試練が襲い掛かる。